# Ortholeptura insignis
Ortholeptura insignis là một loài bọ cánh cứng trong họ Cerambycidae.